# 大阪府立八尾支援学校
大阪府立八尾支援学校（おおさかふりつ やおしえんがっこう）は、大阪府八尾市にある特別支援学校。
小学部・中学部・高等部を設置し、主に知的障害のある児童・生徒を対象にした支援教育を行なっている。

## 沿革
- 1965年12月20日 - 現在地の校地を買収[1][2]。
- 1966年4月1日 - 大阪府立第三養護学校（仮称）設立準備室を設置[2]。
- 1967年4月1日 - 大阪府立八尾養護学校として開校。小学部・中学部を設置[2]。
- 1970年4月1日 - 高等部設置[2]。
- 2008年4月1日 - 学校名を「大阪府立八尾支援学校」に変更[2]。
- 2010年4月1日 - 大阪府立清友高等学校跡地に八尾支援学校東校を設置する。
- 2015年4月1日 - 大阪府立西浦支援学校の開校に伴い、通学区域を再編。同時に東校を廃止し、高等部を元の校舎へ戻す。
- 2020年4月1日 - 高等部の通学区域を変更[3]。

## 学区
- 八尾市[4]
- 東大阪市（高等部は対象外）[4]

※東大阪市在住で高等部へ進学を希望する者は原則として大阪府立生野支援学校、大阪府立東大阪支援学校、大阪府立交野支援学校四條畷校に分かれて進学する（中学校の校区によって異なる）。また、東大阪市の向陽学園入所者は大阪府立西浦支援学校に入学する。

## 交通
- 近鉄大阪線・信貴線 河内山本駅 北東へ約1.6km。